# Комиссия по торговле товарными фьючерсами
Комиссия по торговле товарными фьючерсами (англ. Commodity Futures Trading Commission; CFTC) — центральный орган государственного управления Соединённых Штатов Америки, осуществляющий контроль исполнения закона о товарных биржах.
Заявленная миссия Комиссии — защищать участников рынка и их клиентов от мошенничества и злоупотреблений при торговле товарными и финансовыми фьючерсами и опционами, а также поощрять конкурентный и финансово значимый рынок фьючерсов и опционов. Осуществляемые Комиссией надзор и регулирование дают возможность рынкам эффективно играть свою роль в экономике — предоставлять инструменты для определения цены и средства для компенсации ценового риска.

## Требования Комиссии
В целях защиты клиентов Комиссия по торговле товарными фьючерсами требует:
1. Участники рынка обязаны раскрывать рыночный риск и предоставлять клиентам информацию о результатах своей предыдущей деятельности.
2. Участники рынка и их клиенты должны держать средства на разных счетах (сегрегированный капитал).
3. На закрытие каждого торгового дня счета клиентов должны быть скорректированы так, чтобы они показывали текущую стоимость инвестиций (процедура очистки)[3].

## История
Фьючерсами на сельхозпродукцию в США торгуют уже более 150 лет. С 1920 года эта торговля подпадает под федеральное регулирование.
С 1970-х фьючерсная торговля распространилась на иностранную валюту и финансовые инструменты, американские и иностранные ценные бумаги и фондовые индексы.
Мандат Комиссии с тех пор возобновлялся, а круг полномочий расширялся несколько раз. Последний — в соответствии с Законом о реформировании Уолл-стрит и защите потребителей.

### 1970-е
- 1974 год — 23-24 октября Конгресс принял закон о Комиссии по торговле товарными фьючерсами. Закон был подписан президентом Джеральдом Фордом. Комиссия получила более широкие полномочия, чем её предшественник Управление товарных бирж (англ. Commodity Exchange Authority).
- 1975 год — 15 апреля приняли присягу первые пять членов Комиссии.
- 1975 год — 18 июля Комиссия уполномочивает биржи продолжать торговлю фьючерсными контрактами на ряд товаров, которые ранее не подпадали под Закон о товарных биржах. Фактически, это означало, под федеральное регулирование подпадают все товары, фьючерсными контрактами на которые ведется активная торговля.
- 1975 год — одобрен первый фьючерсный контракт на финансовый инструмент[6].

### 2000—2013 годы
- 2000 год — Закон о модернизации товарных фьючерсов. Первый закон Комиссии, касающийся розничного FOREX. Его принятие было вызвано расширением рынка, который благодаря развитию технологий стал включать в себя азиатские, европейские и американские часовые пояса, и бурным ростом объёмов сделок с иностранными валютами, которые в 80-е годы XX века составляли $70 млрд в день, а в 2000 году — $2 трлн в день.

- 2005 год — Закон о возобновлении полномочий Комиссии по торговле товарными фьючерсами. Закон был принят для того, чтобы обязать розничных брокеров рынка FOREX выполнять требования по минимальному размеру капитала. Новый минимум составил $20 млн, в четыре раза превысив предыдущий[7].

## Состав комиссии
В Комиссию по торговле товарными фьючерсами входит пять человек. Их назначает на пятилетний срок президент США по рекомендации и с одобрения Сената США. Председателя Комиссии из назначенных пятерых членов также выбирает президент и одобряет Сенат. Одновременно не более трех членов Комиссии могут быть членами одной и той же политической партии.
Сегодня в Комиссию входят:
- Гари Генслер (англ. Gary Gensler), Председатель

Вступил в должность 26 мая 2009 года;
- Джилл Э. Соммерс (англ. Jill E. Sommers)

Вступила в должность 8 августа 2007 года;
- Барт Чилтон (англ. Bart Chilton)

Вступил в должность 8 августа 2007 года;
- Скотт Д. О’Малиа (англ. Scott D. O'Malia)

Вступил в должность 16 октября 2009 года;
- Марк П. Ветьен (англ. Mark P. Wetjen).

Вступил в должность 25 октября 2011 года.

## Организационная структура

### Департаменты
Департамент клиринга и надзора за рисками.
Департамент контроля исполнения. Расследует нарушения Закона о товарных биржах и инструкций Комиссии.
Департамент надзора за рынком. Следит за тем, чтобы рынки деривативов действительно отражали существующие спрос и предложение и были свободны от деструктивной деятельности. Он также оценивает новые инструменты, чтобы убедиться, что они не смогут подвергнуться манипуляциям, а также отслеживает правила, применяемые биржами, чтобы убедиться в их соответствии базовым принципам.
Департамент надзора за своп-дилерами и посредниками.

### Управления
Управление главного экономиста. Задача отдела — рекомендации и поддержка Комиссии в вопросах экономики, проведение исследований, обучение сотрудников Комиссии. Отдел главного экономиста играет важную роль во внедрении новых правил регулирования финансового рынка, предоставляя экономическую экспертизу и разъясняя, на чём основаны эти правила.
Управление данных и технологии. Отдел обеспечивает информационную, техническую, юридическую поддержку работы Комиссии, а также прозрачность работы этого органа. Кроме того, он обеспечивает работу компьютерной сети, отвечает за коммуникации, хранение данных и управление информационной инфраструктурой.
Исполнительный директор. Исполнительный директор отвечает за распределение ресурсов Комиссии, управление и администрирование, а также курирует информаторов Комиссии и программы по защите прав потребителей.
Юридическое управление. Обеспечивает юридическую поддержку Комиссии и её программ, включая представление в судебных процессах, юридические консультации по всем связанным с работой Комиссии вопросам.
Генеральный инспектор. Это независимое подразделение, задача которого — следить, чтобы работа Комиссии и велась добросовестно, эффективно, в рамках бюджета.
Управление по международным делам. Консультирует Комиссию в отношении международных нормативных инициатив, представляет Комиссию в международных организациях, в частности, в Международной организации комиссий по ценным бумагам; отвечает за координацию политики Комиссии с международными инициативами «большой двадцатки», Совета по финансовой стабильности и Министерства финансов США, а также оказывает техническую поддержку иностранным регуляторам.
Управление по вопросам законодательства. Отвечает за взаимодействие с Конгрессом США, предоставление отчетов и других информационных материалов конгрессменам. Отслеживает законодательные инициативы, которые могут отразиться на работе Комиссии. Отвечает за предоставление ответов на запросы избирателей.
Управление по связям с общественностью. Отвечает за взаимодействие Комиссии с широкой общественностью и средствами массовой информации.

## Биржи, за работой которых следит Комиссия
- Чикагская биржа опционов
- Чикагская торговая палата
- Чикагская товарная биржа
- Nadex (англ. Nadex)
- U.S. Futures Exchange (англ. U.S. Futures Exchange)
- Канзасская городская торговая палата (англ. Kansas City Board of Trade)
- Зерновая биржа Миннеаполиса (англ. Minneapolis Grain Exchange)
- Нью-Йоркская товарная биржа
- Нью-Йоркская торговая палата (англ. New York Board of Trade)
- OneChicago, The Single Stock Futures Exchange